# Cryptandra arbutiflora
Cryptandra arbutiflora är en brakvedsväxtart som beskrevs av Edward Fenzl. Cryptandra arbutiflora ingår i släktet Cryptandra och familjen brakvedsväxter.

## Underarter
Arten delas in i följande underarter:
- C. a. borealis
- C. a. pygmaea